# Dassault Étendard IV
 (août 2012).
Si vous disposez d'ouvrages ou d'articles de référence ou si vous connaissez des sites web de qualité traitant du thème abordé ici, merci de compléter l'article en donnant les références utiles à sa vérifiabilité et en les liant à la section « Notes et références ».
Pour les articles homonymes, voir IVM et IVP.
L'Étendard IV (Étendard IVM et Étendard IVP) est un avion d'attaque léger construit par Dassault et destiné à être embarqué à bord de porte-avions. Il a été construit à 90 exemplaires, en service de 1962 à 2000 dans la Marine nationale française.

## Conception

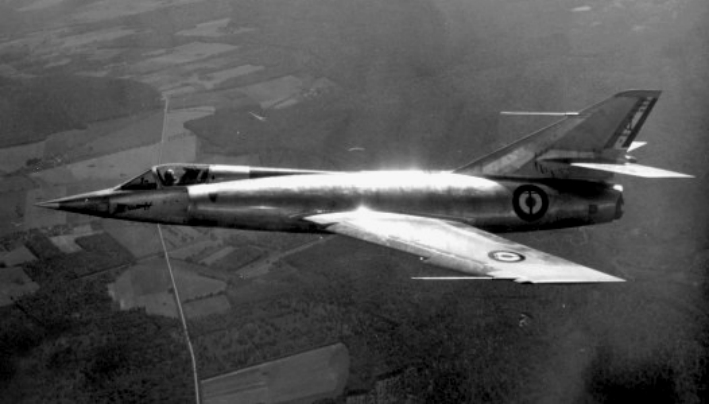
Un des prototypes en vol, en 1959.

En avril 1954, l'OTAN lance un programme nommé LWTSF (Light Weight Tactical Strike Fighter) destiné à fournir un chasseur léger polyvalent à ses différentes forces aériennes. Les constructeurs se voient imposer l'utilisation du réacteur Bristol Orpheus, dont l'OTAN a financé le développement.
Dassault lance alors deux projets très proches, désignés Mystère XXIV et Mystère XXVI : le premier est propulsé par un Snecma Atar 101 et le second par un Bristol Orpheus 3. Redésignés Étendard IV et Étendard VI, ces projets sont simplement des Étendard II agrandis de 15 % et monoréacteurs.
Un prototype de l'Étendard IV est commandé par la France en novembre 1954. Il fait son premier vol le 24 juillet 1956, soit le lendemain de celui de l'Étendard II. Les essais en vol montrent de bonnes qualités et, lors d'un combat simulé, l'avion réussit à battre un Mystère IV, qui est alors le chasseur type de l'Armée de l'air.
Cependant, l'OTAN refuse le projet à cause de son réacteur et ne retient que celui de l'Étendard VI, qui sera finalement battu par l'Aeritalia G.91. Déçue, l'Armée de l'air décide alors de se consacrer uniquement au futur Mirage III. Seule la Marine nationale se montre finalement intéressée et demande début 1955 une version adaptée à l'emploi depuis ses porte-avions. Cinq avions de présérie sont commandés en mai 1957, avec l'obligation de pouvoir se ravitailler mutuellement en vol (technique du « buddy refueling », voir l'article Avion ravitailleur).
L'Étendard IV devient alors Étendard IVM, après quelques modifications comme l'amélioration des dispositifs hypersustentateurs, le renforcement de la structure, l'ajout d'une perche de ravitaillement en vol et l'abaissement et l'agrandissement du nez pour y loger un télémètre radioélectrique. Les adaptations nécessaires à l'utilisation depuis un porte-avions avaient cependant été prévues dès le début, ce qui facilite la tâche des ingénieurs.
Le premier prototype de l'Étendard IVM fait son vol inaugural le 21 mai 1958. Le second avion dispose de tout le système d'armes, de la perche de ravitaillement en vol et des ailes repliables. Le troisième est équipé d'un réacteur britannique Rolls-Royce Avon et d'un système de soufflage d'aile mais sera perdu lors d'une explosion au sol. Le quatrième est le premier à disposer de la quille sous le nez, qui améliore la stabilité en roulis. Enfin, le septième prototype est celui de la version de reconnaissance Étendard IVP, qui n'a plus de canons de 30 mm mais dispose d'un nez modifié pour accueillir des caméras et peut emporter un conteneur photo démontable plaqué sous le fuselage. Il fait son premier vol le 19 novembre 1960.
Les premiers essais de catapultage et appontage ont lieu au centre d'essais de la Royal Navy, en 1960, puis à bord du porte-avions Clemenceau fin 1960-début 1961. Le premier avion de série décolle le 26 juillet 1961. Les 90 exemplaires commandés sont livrés à la Marine nationale entre le 9 décembre 1961 et le 26 mai 1965. Remplacés par les Super-Étendard, les derniers Étendard IVM sont réformés en 1991, tandis que les Étendard IVP et PM seront conservés jusqu'en 2000.

## Engagements

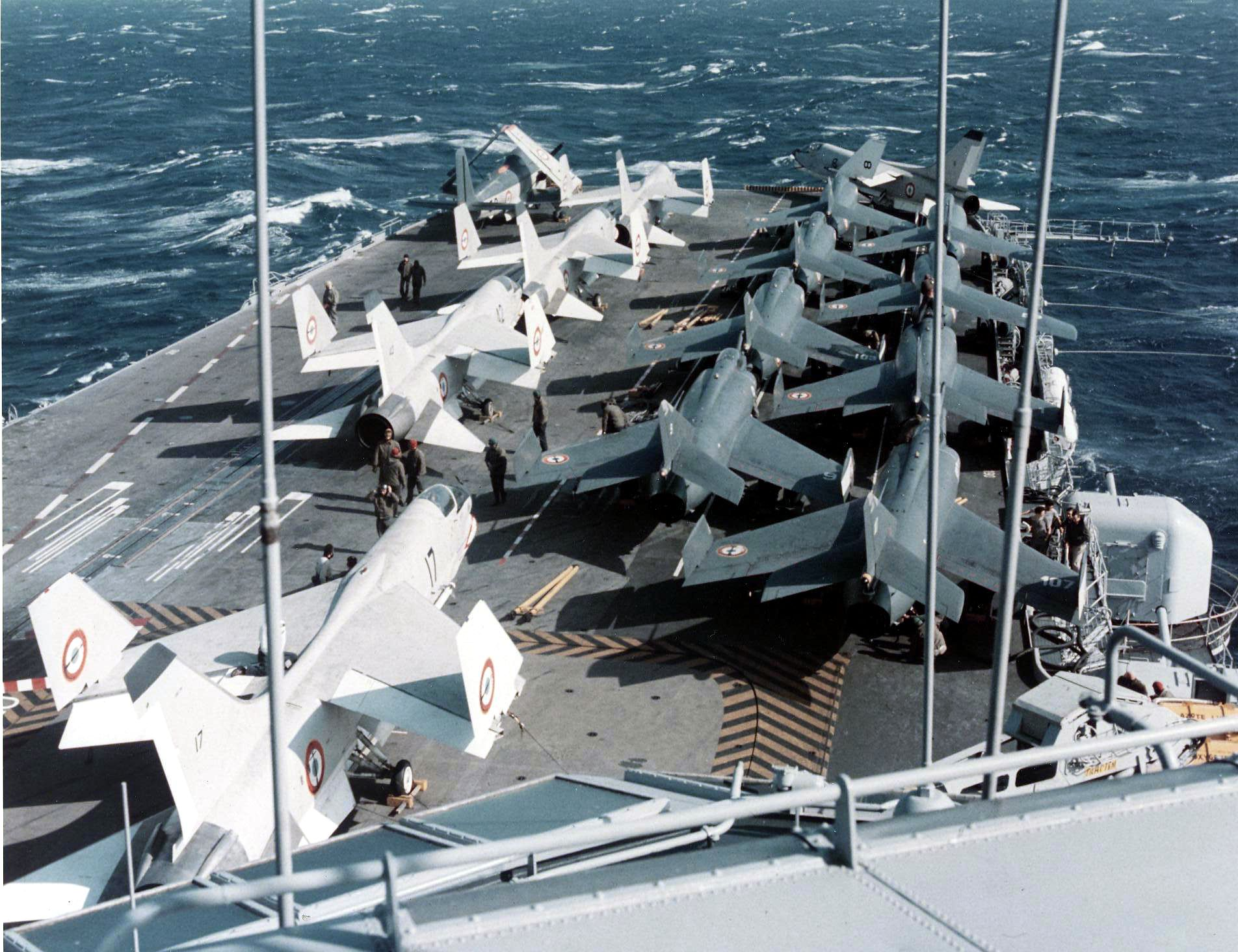
De gauche à droite : un Breguet Br.1050 Alizé, cinq Vought F-8E (FN) Crusader et huit Dassault Étendard IV sur un des porte-avions français dans les années 1970.

Si les Étendard IV ont évidemment participé à toutes les campagnes effectuées par leurs porte-avions de rattachement, les seules missions de combat réelles ont été les missions de reconnaissance photo menées par les Étendard IVP lors d'opérations :
- Au Liban, en 1983-1984 : Le 23 septembre 1983, un appareil est touché à l'empennage par un missile sol-air 9K32 Strela-2, mais parvient à rejoindre le porte-avions Foch sans difficultés. Réparé, il revole quatre jours plus tard[3] ;
- En ex-Yougoslavie à partir de 1993 : Le 15 avril 1994, l'Étendard IVP no 115, en mission de reconnaissance, est touché par un missile sol-air en Bosnie-Herzégovine au-dessus de Gorazde. Privé du volet de profondeur, criblé d'impacts, le capitaine de corvette Pierre Clary réussit un exploit de pilotage et, avec l'aide de son équipier, ramène l'avion à bord du Clemenceau après un appontage à une vitesse supérieure à la normale. Une équipe de télévision présente sur le porte-avions immortalise la scène[4]. L'avion est réparé dans les ateliers de Cuers et reprend son envol un mois et demi plus tard ;
- Au Kosovo en 1999.

## Accidents

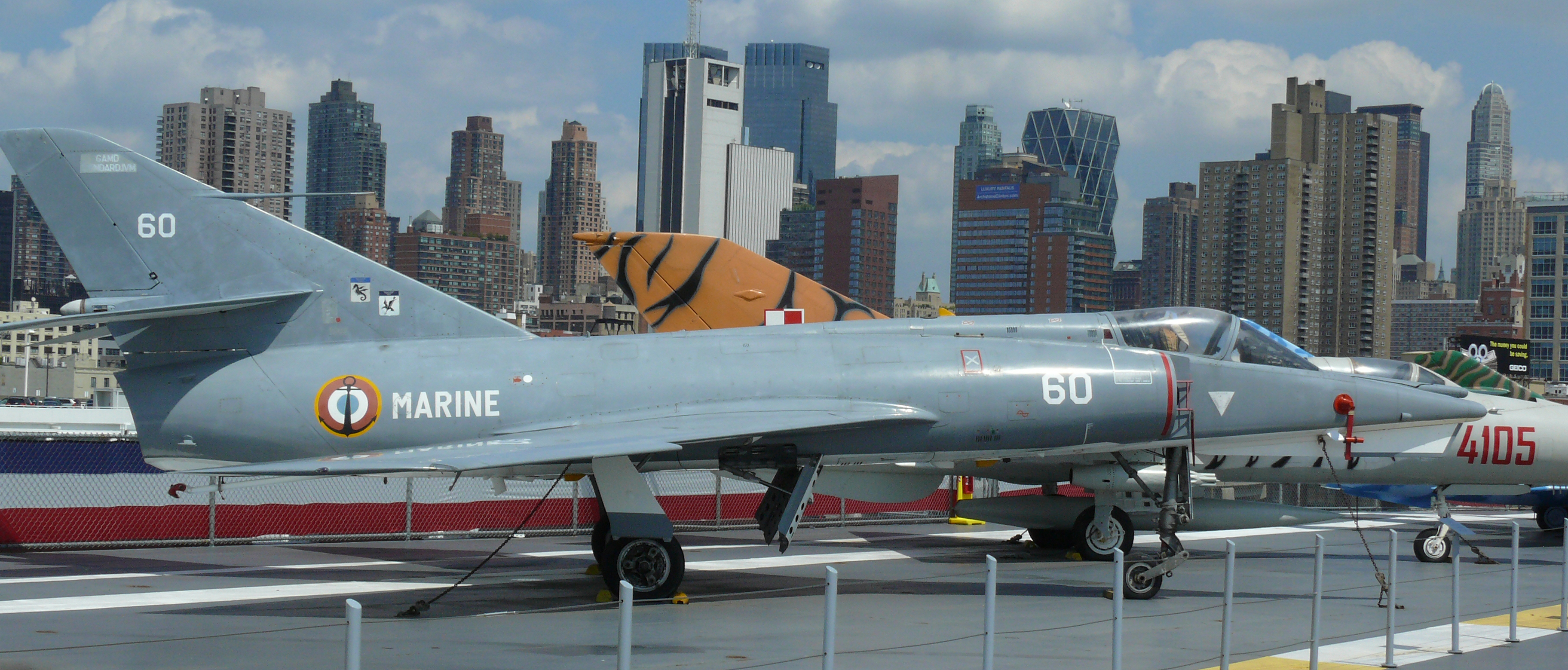
Etendard IVM exposé à lIntrepid Sea-Air-Space Museum, à New York.

Liste non exhaustive des accidents ayant impliqué l'Étendard IV :
- Le 17 septembre 1963, le premier embarquement de l'Étendard IVM de la flottille 11F sur le Foch est interrompu à la suite d'un accident mortel. Les appontages reprendront en mai 1964 ;
- Le 27 septembre 1963, le pilote d'un Étendard IV est récupéré par un hélicoptère de l'escadrille 23S après le crash de son appareil à proximité de la presqu'île de Giens[5] ;
- Le 20 avril 1968, dans l'océan Indien, un Étendard IVP tombe en mer à la suite d'une panne du réacteur. Le pilote s'éjecte puis est récupéré sain et sauf ;
- Le 23 mars 1972, le pilote de l'Étendard IV no 22 de la BAN Hyères est sauvé par hélitreuillage au sud de Toulon par un hélicoptère de l'escadrille 23S[5] ;
- Le 15 novembre 1972, un Étendard s'écrase dans la baie de Granville[6]. Un fragment pouvant appartenir à l'appareil est découvert le 15 novembre 2017 sur l'estran, face au port de Granville[7] ;
- Le 11 juin 1977, un Étendard IVP du porte-avions Clemenceau percute l'eau dans le golfe de Tadjourah. Le pilote est porté disparu ;
- Le 11 mars 1979, un accident grave au catapultage d'un Étendard (n°6 )de la flottille 17F sur la catapulte latérale survient lors de la sortie d'escadre Cariatides en Méditerranée centrale du porte-avions Clemenceau. On compte trois morts le LV PATRICK Manaud (Pilote),Maître Delemer ,Maître  Grelot fauchés sur le pont d envol et six blessés ;
- Le 21 novembre 1983, le pilote d'un Étendard s'éjecte à Landivisiau ;
- Le 7 mai 1986, le pilote d'un Étendard, Loïc Rodier, est tué à la suite d'une explosion réacteur à très basse altitude à Saint Pierre du Jonquet (Calvados) ;
- Le 23 mai 1997, le pilote d'un Étendard IVPM de la flottille 16F du Clemenceau est récupéré sain et sauf, après la perte de son appareil sur avarie de réacteur au catapultage au large de Toulon[5].

## Variantes
- Étendard IV - prototype de la version terrestre (1 exemplaire) ;
- Étendard IVM - version d'attaque embarquée (6 prototypes, 69 avions de série) ;
- Étendard IVP - version de reconnaissance embarquée (1 prototype, 21 avions de série) ;
- Étendard IVPM - Etendard IVM convertis en IVP (4 avions modifiés à la fin des années 1970).

## Utilisateur
- France

### Développement lié
- Étendard II
- Étendard VI
- Super Étendard

### Aéronefs comparables
A-4 Skyhawk